# 피노키오주머니쥐
피노키오주머니쥐(Monodelphis pinocchio)는 주머니쥐과에 속하는 남아메리카 주머니쥐의 일종이다. 브라질 남동부 대서양림의 토착종이다. 작은 크기의 주머니쥐로 몸길이가 88~103mm, 꼬리 길이가 50~54mm이다. 종명 피노키오(pinocchio)는 피노키오주머니쥐의 긴 주둥이 때문에 붙여진 이름이다.